# Leptoneta vittata
Leptoneta vittata är en spindelart som beskrevs av Fage 1913. Leptoneta vittata ingår i släktet Leptoneta, och familjen Leptonetidae.
Artens utbredningsområde anges i Catalogue of Life till Frankrike. Inga underarter finns listade.